# 김혜성 (축구 선수)
김혜성(1996년 4월 11일 ~ )은 대한민국의 축구선수이다. 포지션은 미드필더이며
, 현 K리그2 충남 아산 FC에서 뛰고 있다.

## 클럽 경력
김혜성은 2018시즌을 앞두고 광주 FC에 입단하면서 커리어를 시작했다.
2019시즌을 앞두고 내셔널리그의 강릉시청 축구단으로 임대 이적했다. 2019년 8월 9일에 열린 목포시청 축구단과의 경기에서 강릉시청 입단 이후 첫 골을 기록했다. 김혜성은 2019시즌 강릉시청에서 27경기에 출전해 2골 1도움을 기록했으며 시즌 종료 이후 내셔널리그 베스트 11에 선정되었다.
2020시즌을 앞두고 K3리그의 경주 한국수력원자력 축구단으로 이적했다.
2021시즌을 앞두고 K리그2의 충남 아산 축구단에 입단했다.

## 국가대표팀 경력
김혜성은 2018년 AFC U-23 축구 선수권 대회 예선 경기에 참여하는 대한민국 U-23 대표팀에 차출되었다. 이후 2017년 7월 21일에 열린 동티모르 U-23 대표팀과의 경기에서 U-23 대표팀 첫 경기를 치렀다.

## 수상

### 개인
- 내셔널리그 베스트 11: 2019